# Pleine-Fougères
Pleine-Fougères is een gemeente in het Franse departement Ille-et-Vilaine (regio Bretagne). De plaats maakt deel uit van het arrondissement Saint-Malo. Pleine-Fougères telde op 1 januari 2022 1.978 inwoners.

## Geografie
De oppervlakte van Pleine-Fougères bedroeg op 1 januari 2022 31,98 vierkante kilometer; de bevolkingsdichtheid was toen 61,9 inwoners per km².

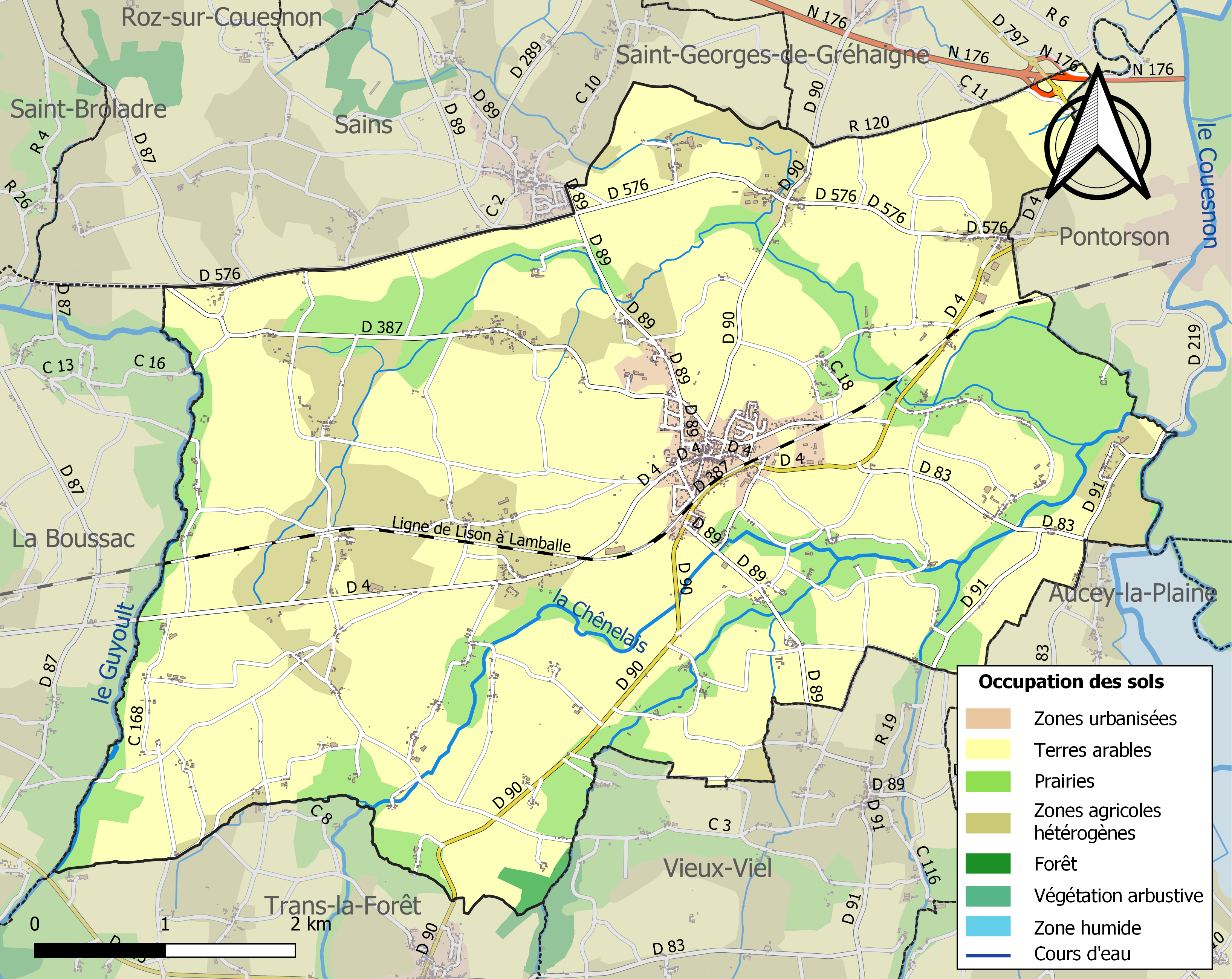
Kaart van de gemeente met belangrijkste infrastructuur, bodemgebruik en omliggende gemeenten

## Demografie
Onderstaande figuur toont het verloop van het inwonertal, bron: INSEE-tellingen. 